# 심령의 공포
《심령의 공포》(영어: The Entity)는 미국에서 제작된 시드니 J. 퓨리 감독의 1982년 초자연 공포 영화이다. 1974년 한 보이지 않는 실체에 의해 반복적으로 성폭행을 당했다고 주장한 도리스 비서(Doris Bither) 사건에 기반을 둔 동명의 1978년 소설이 원작이다. 바버라 허시 등이 출연하였고, 해럴드 슈나이더 등이 제작에 참여하였다.
1982년 9월 30일 영국에서 X등급을 받고 개봉하였고, 미국에서는 1983년 2월 4일 개봉하였다.

## 출연진
- 바버라 허시
- 론 실버
- 데이비드 라비오사
- 조지 코
- 마거릿 블라이
- 재클린 브룩스
- 앨릭스 로코
- 리처드 브레스토프

## 제작

### 촬영
본 촬영은 로스앤젤레스에서 1981년 3월 30일에 시작되어 10주가 소요되었으며 1981년 6월 말 완료되었다.

## 기타 제작진
- 배역: 바버라 클레이먼
- 미술: 찰스 로즌

## 같이 보기
- 귀접

## 참고 서적
- Kremer, Daniel (2015). 〈Cool Sounds from Hell: The Entity〉. 《Sidney J. Furie: Life and Films》. Lexington, Kentucky: University Press of Kentucky. 271쪽. ISBN 978-0-813-16598-1.